# Spacex uppskjutningsplatser
Spacex uppskjutningsplatser är fem stycken:
- Omelek Island
- Kennedy Space Center (39A)
- Cape Canaveral (SLC-40)
- Vandenberg AFB (SLC-4E)
- SpaceX South Texas uppskjutningsplats

Från och med februari 2017 hyr Spacex tre orbital-raketuppskjutningsplats: Kennedy Space Center Launch Complex 39 och Cape Canaveral Air Force Station Space Launch Complex 40 i Florida och Space Launch Complex 4E vid Vandenberg Air Force Base i Kalifornien.

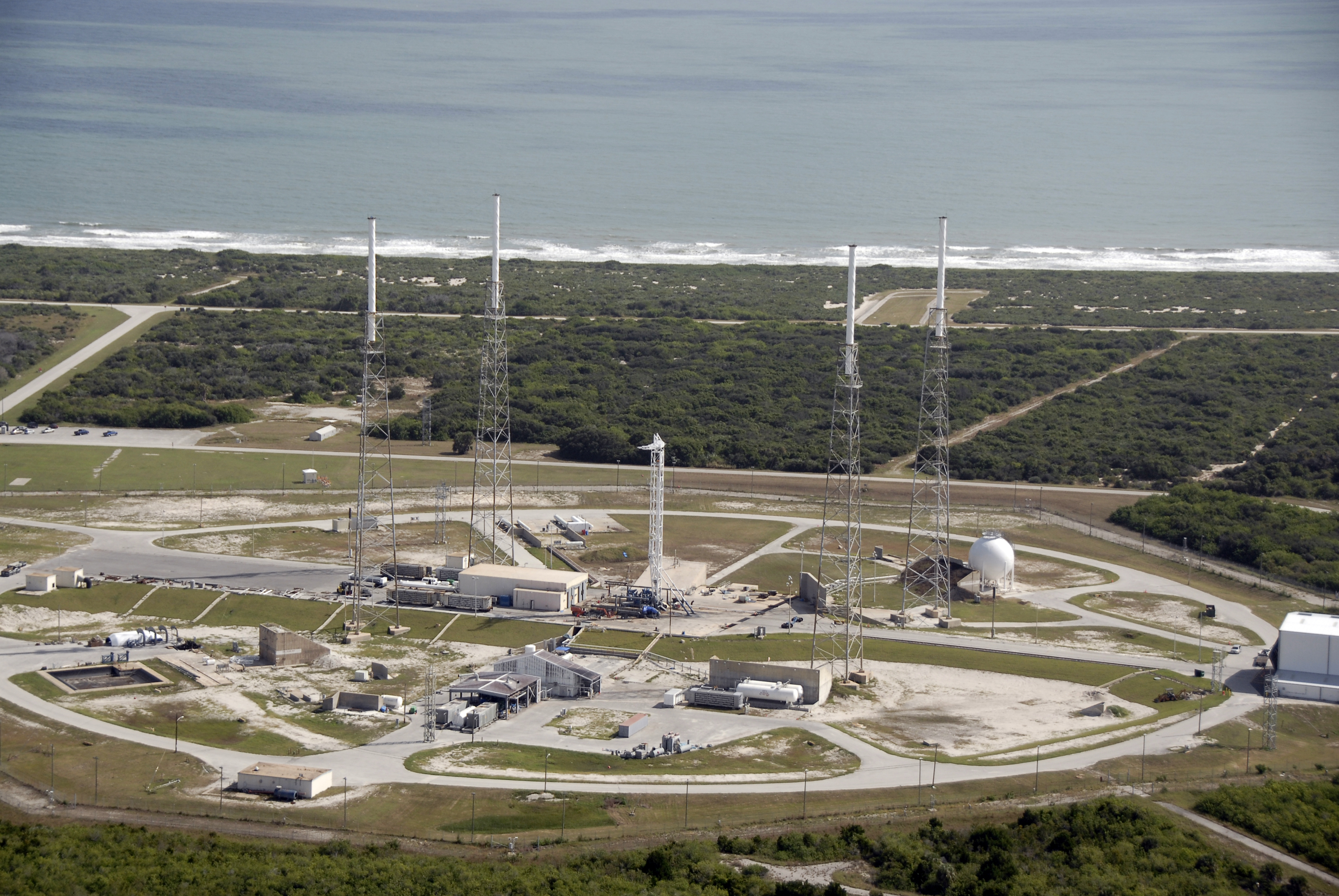
Falcon 9-uppskjutningskomplexet vid Cape Canaveral, Florida.

Space Launch Complex 40 skadades i Amos-6-olyckan i september 2016 och vara i drift igen, den 15 december 2017.
Dessutom använder Spacex en suborbital testanläggning, Spacex Rocket Development and Test Facility i Texas.
Spacex bygger också en raketuppskjutningsplats för endast kommersiella uppskjutningar, på Boca Chica nära Brownsville, Texas. Den förväntas vara igång tidigast i slutet av 2018.